# Торп (містечко, Вісконсин)
Торп (англ. Thorp) — місто (англ. town) в США, в окрузі Кларк штату Вісконсин. Населення — 840 осіб (2020).

## Демографія
Згідно з переписом 2010 року, у місті мешкало 808 осіб у 273 домогосподарствах у складі 205 родин. Було 282 помешкання
Расовий склад населення:
| - 97,5 % — білих - 0,2 % — азіатів - 0,1 % — вихідців з тихоокеанських островів - 0,1 % — корінних американців |

До двох чи більше рас належало 1,1 %. Частка іспаномовних становила 1,7 % від усіх жителів.
За віковим діапазоном населення розподілялося таким чином: 34,4 % — особи молодші 18 років, 54,1 % — особи у віці 18—64 років, 11,5 % — особи у віці 65 років та старші. Медіана віку мешканця становила 32,5 року. На 100 осіб жіночої статі у місті припадало 106,1 чоловіків;  на 100 жінок у віці від 18 років та старших — 112,0 чоловіків також старших 18 років.
Середній дохід на одне домашнє господарство  становив 74 784 долари США (медіана — 64 659), а середній дохід на одну сім'ю — 77 225 доларів (медіана — 72 813). Медіана доходів становила 40 333 долари для чоловіків та 32 448 доларів для жінок. За межею бідності перебувало 5,7 % осіб, у тому числі 6,1 % дітей у віці до 18 років та 9,7 % осіб у віці 65 років та старших.
Цивільне працевлаштоване населення становило 469 осіб. Основні галузі зайнятості: сільське господарство, лісництво, риболовля — 21,7 %, освіта, охорона здоров'я та соціальна допомога — 16,6 %, виробництво — 16,0 %.